# Jadwiga Sałek-Deneko
Jadwiga Sałek-Deneko ps. Kasia (ur. 1911 w Łodzi, zm. 6 stycznia 1944 w Warszawie) – polska działaczka społeczna, Sprawiedliwa wśród Narodów Świata.

## Życiorys
Pochodziła z rodziny kolejarzy. Po zdaniu matury przeprowadziła się z Łodzi do Warszawy, gdzie podjęła pracę jako wychowawczyni w zakładzie wychowawczym Nasz Dom. W latach 1934–1938 kontynuowała naukę w Studium Pracy Społeczno-Oświatowej Wolnej Wszechnicy Polskiej.
Jej mąż poległ w kampanii wrześniowej. W czasie okupacji niemieckiej była jedną z najbliższych współpracowniczek Ireny Sendlerowej. W swoim mieszkaniu przy ul. Obozowej 76 wraz z bratem Tadeuszem Sałkiem prowadzili pogotowie opiekuńcze dla wyprowadzanych z warszawskiego getta żydowskich dzieci oraz poszukujących schronienia dorosłych.
Od 1941 należała do Robotniczej Partii Polskich Socjalistów, gdzie zajmowała się m.in. kolportażem prasy.
Została aresztowana 25 listopada 1943 przy ul. Świętojerskiej wraz z Ludomirem Marczakiem i grupą 13 Żydów. Została stracona w ruinach getta warszawskiego wraz z grupą żydowskich kobiet 6 stycznia 1944.
Odznaczona pośmiertnie Orderem Krzyża Grunwaldu III klasy.
W styczniu 1987 Instytut Jad Waszem nadał pośmiertnie Jadwidze Sałek-Deneko oraz jej bratu tytuły Sprawiedliwych wśród Narodów Świata.